# Луциллиан
Луциллиа́н (лат. Lucillianus) — военный и государственный деятель Римской империи середины IV века н. э. Занимал высокие посты при Констанции II. Был тестем императора Иовиана.

## Биография
В 350 году Констанций II, отправившись на войну с узурпатором Магненцием, оставил Луциллиана защищать Нисибис от атак Шапура II. В это время он находился в должности дукса Месопотамии (лат. dux Mesopotamia) или, более вероятно, комита военных дел (лат. comes rei militaris). При цезаре Галле был командиром гвардии (комитом доместиков; лат. comes domesticorum), сопровождая того в его последнем путешествии на Запад. В 358 году, вместе с Прокопием (будущим узурпатором) был послан для переговоров с персами (одновременно выполняя, очевидно, и роль разведчика).
К моменту мятежа Юлиана Луциллиан командовал войсками в Иллирике в должности магистра конницы (лат. magister equitum). Когда до него дошли слухи о выступлении Юлиана, он начал немедленно собирать войска, но Юлиан опередил его, послав Дагалайфа с легким отрядом в Сирмий — ставку Луциллиана. Там он был арестован, будучи застигнутым врасплох посреди ночи. Аммиан Марцеллин так описывает эти события:

Луциллиан в этот момент спал в постели. Будучи разбужен грозным шумом и увидев вокруг себя незнакомые лица, он понял, в чём дело, и из страха перед именем императора поневоле повиновался приказанию. По чужому приказу он, незадолго перед тем гордый и суровый магистр конницы, был посажен на первого попавшегося коня и как самый простой пленник доставлен к государю, едва будучи в состоянии собрать свои мысли от страха. 8. Но когда он предстал перед Юлианом и заметил, что император предлагает ему поцеловать пурпур, то, овладев собой, смело сказал Юлиану: «Неосторожно, государь, и необдуманно вступил ты в чужую область с такими малыми силами». Горько улыбнувшись, Юлиан отвечал на это: «Эти мудрые речи ты сохрани для Констанция. Я протянул тебе отличие императорского величества не для того, чтобы просить у тебя совета, а чтобы положить конец твоему смущению».— Аммиан Марцеллин.  Римская история (книга XXI, глава 9. 7—8).
Во время правления Юлиана проживал в качестве частного лица в Сирмии. После прихода к власти Иовиана (женатого на дочери Луциллиана, Харито) был назначен магистром конницы и пехоты (лат. magister equitum et peditum). Иовиан в письме приказал своему тестю отправиться в Медиолан, чтобы утвердить там спокойствие и принять меры в случае возникновения попыток государственного переворота. Из Медиолана Луциллиан направился в Ремы (современный Реймс). Там, как пишет Аммиан, 

Предполагая… полное спокойствие населения, он потерял, как говорится, ориентацию и стал несвоевременно, пока не все ещё было готово, преследовать по суду бывшего актуария по счётной части. Тот, зная за собой мошенничества и растраты, бежал к войскам и распустил басню, будто Юлиан ещё жив и какой-то незначительный человек поднял восстание. Эта ложь вызвала в войсках сильные волнения, и солдаты убили Луциллиана…— Аммиан Марцеллин. Римская история (книга XXV, глава 10. 7).
По происхождению Луциллиан, возможно, был паннонцем, как и его зять.